# Вулиця Карла-Юхана

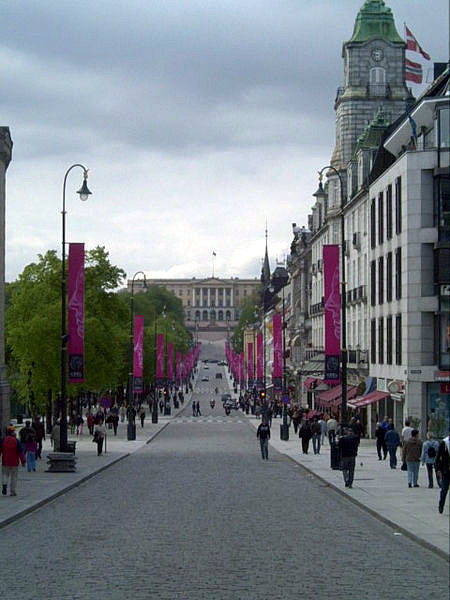
Вулиця виходить до королівського палацу, ліворуч (південна сторона вулиці) — сквер

Вулиця Карла Юхана (Karl Johans gate) — центральна магістраль міста Осло, що з'єднує Центральний вокзал Осло, на сході) з Палацом норвезьких королів, на заході).
Вулиця перетинає весь центр Осло; територія міста на захід від палацу вважається Західним Осло, на схід від центрального вокзалу — Східним. Довжина перевищує 1 км. Уздовж вулиці Карла-Йохана розташовані основні міські визначні пам'ятки, включаючи кафедральний собор Осло, будівлю Норвезького парламенту, Норвезький національний театр і палацовий парк.
За межами Норвегії вулицю прославив Едвард Мунк, який неодноразово протягом свого життя зображав на картинах вуличні сцени (найбільш відомий тривожний пейзаж 1892 [Архівовано 15 жовтня 2011 у Wayback Machine.]).
Своє нинішнє ім'я вулиця набула після смерті короля Карла XIV Юхана в 1852 році; його кінна статуя височить перед королівським палацом.
У 1980-і роки на вулиці було демонтовано трамвайні колії, які були прокладені ще понад сто років тому спершу для конки, а потім для електричного трамваю.
У 2005 році пройшла велика реконструкція вулиці.

## Галерея

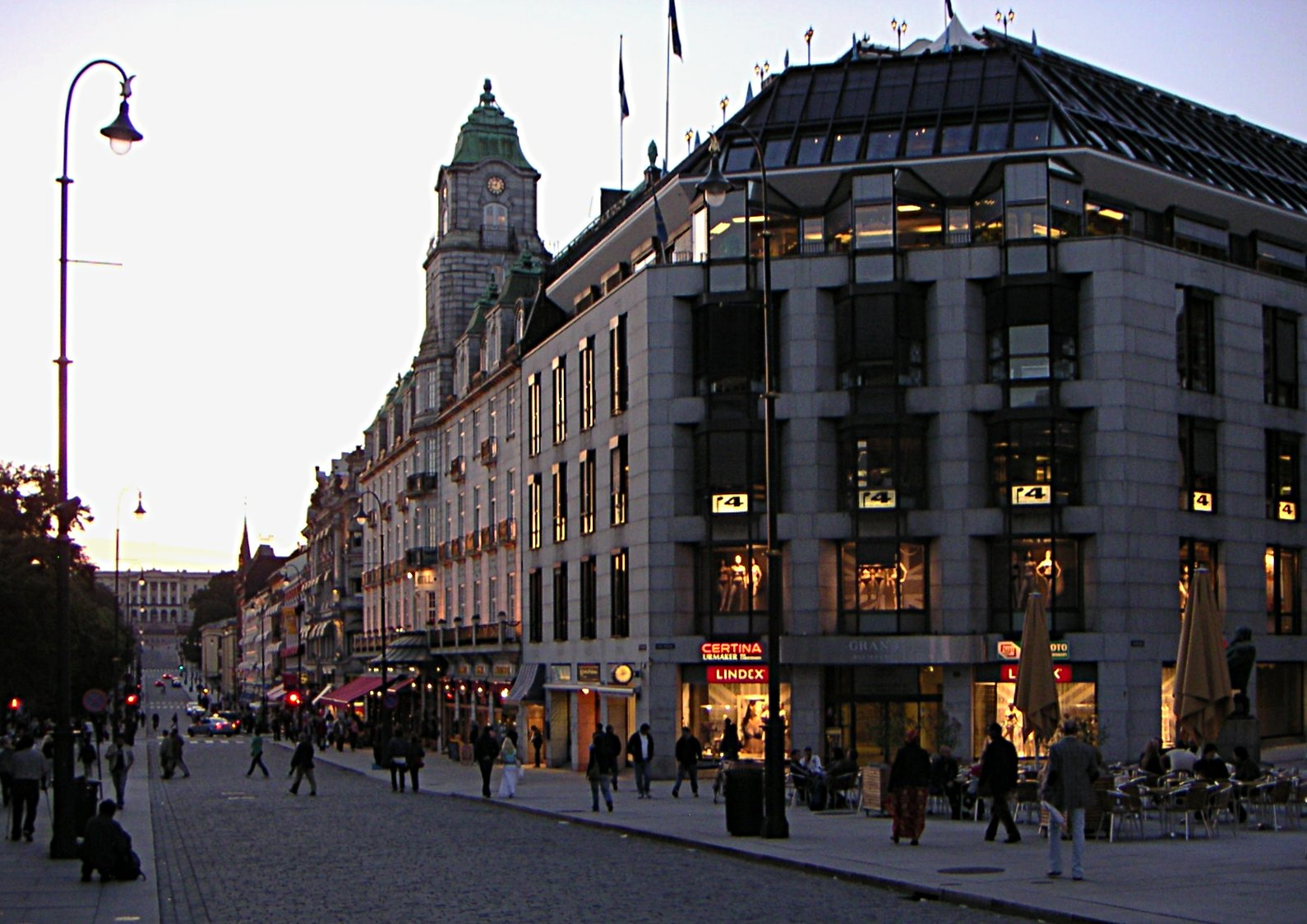
Вулиця Карла-Юхана 27-31 (2005)
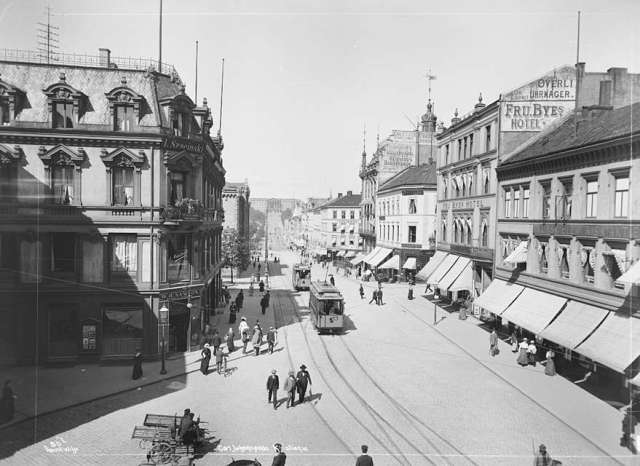
Егерторй, Вулиця Карла-Юхана в 1880
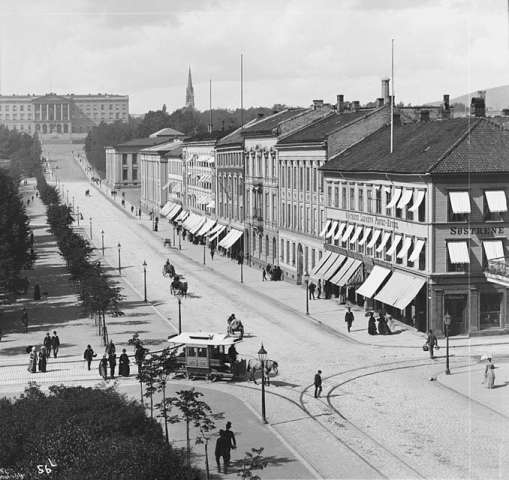
Вулиця Карла-Юхана 33-45 бл. 1890
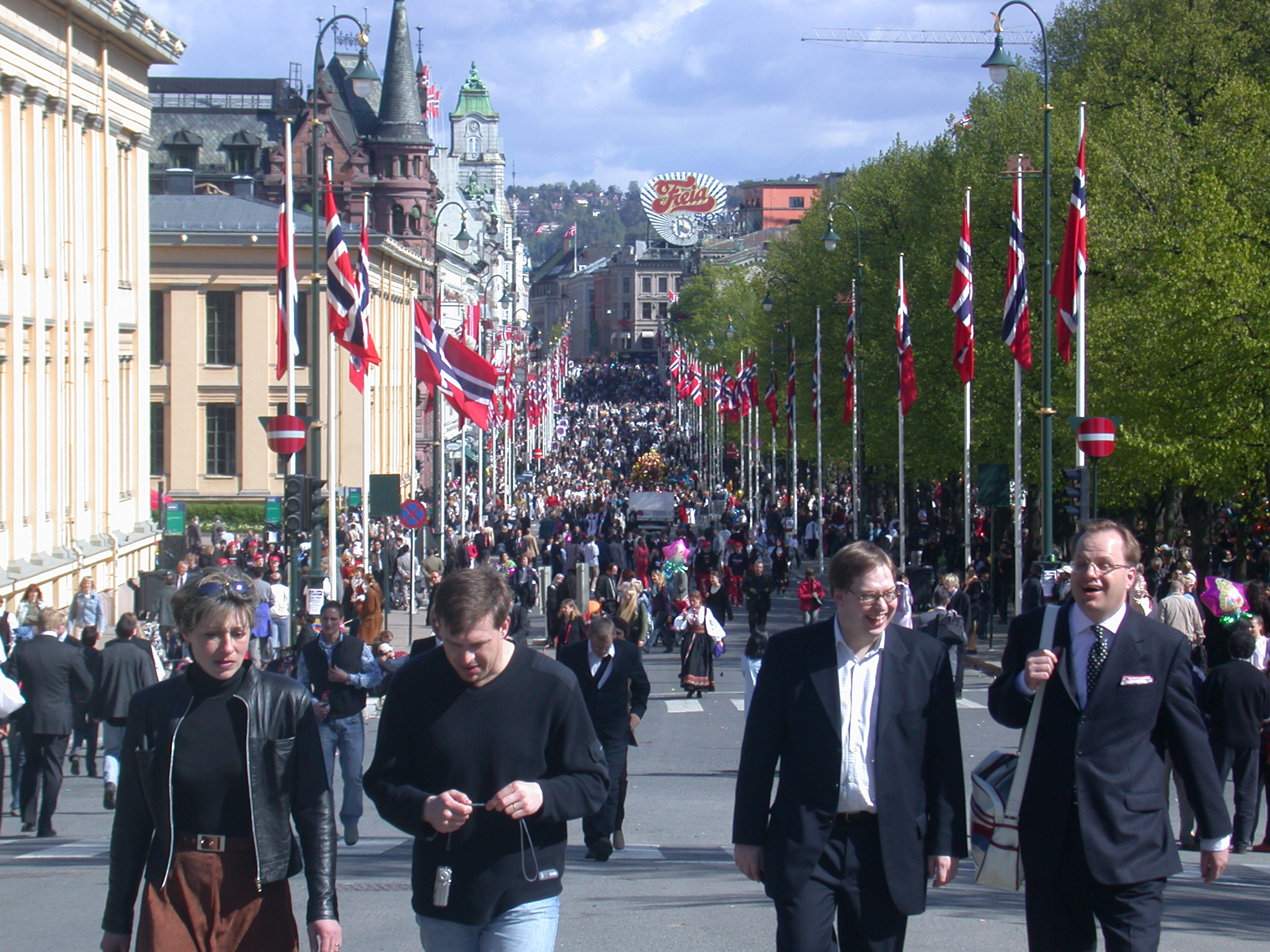
Вулиця Карла-Юхана 17 травня 2003